# Eurocentrum Office Complex
Eurocentrum Office Complex – kompleks budynków biurowych zlokalizowanych przy Alejach Jerozolimskich 134/136 w Warszawie.
Najstarszy budynek został oddany w 2002 roku, kolejne trzy części w 2014 i 2016 roku.

## Opis
Eurocentrum Office Complex to piętnastokondygnacyjny biurowiec klasy A+ składający się z części – Alfa, Beta, Gamma i Delta.
Powierzchnia użytkowa Eurocentrum wynosi blisko 85 tys. m², w tym ponad 80 tys. m² zajmują biura, a lokale handlowe i usługowe, kantyna, kawiarnie i restauracje zlokalizowane w pasażu na parterze budynku ponad 4 tys. m².
W listopadzie 2019 roku kompleks budynków został sprzedany przez spółkę zależną grupy Capital Park spółce należącej do CPI Property Group za 105,4 mln euro.

### Budynek Alfa
Eurocentrum Alfa jest budynkiem biurowym, oddanym do użytku w 2002 r. Inwestycja ma prawie 15 tys. m² powierzchni użytkowej i liczy 19 pięter. Na parterze znajduje się przestrzeń handlowo-usługowa. Na kolejnych poziomach znajdują się biura. Budynek posiada parking podziemny liczący 241 miejsc. Biurowiec został zaprojektowany przez turecką pracownię architektoniczną Boyut Architectural Co. Ltd. we współpracy z polską Spółką Projektową Plan. W 2007 r. Firma Capital Park odkupiła od 8 Star, reprezentowanej przez agencję Colliers International, warszawski biurowiec Alfa wraz z działką o powierzchni 1,8 ha.

### Beta, Gamma i Delta
Części Beta, Gamma i Delta zostały zrealizowane przez Capital Park SA. Projekt przygotowała pracownia architektoniczna PRC Architekci. Generalnym Wykonawcą budynku była firma Erbud. Budowa obiektu trwała od czerwca 2012 r. do 2016 r.
Najpierw we wrześniu 2014 r. oddano do użytku połączone części Beta i Gamma o łącznej powierzchni biurowej 38,7 tys., a rozpoczęcie budowy ostatniej części planowano jeszcze na ten sam miesiąc.
Powierzchnia użytkowa wynosi ponad 70 tys. m², w tym ponad 67 tys. m² zajmują biura, a lokale handlowe i usługowe zlokalizowane w pasażu na parterze budynku ponad 4 tys. m². Wśród nich znajdują się sklepy, restauracje, kawiarnia, drogeria, apteka, salon kosmetyczny i fryzjerski, pralnia, przychodnia rehabilitacyjna, wypożyczalnia aut oraz bankomat. Biurowiec posiada trzykondygnacyjny parking podziemny na 615 miejsc postojowych, 162 miejsca naziemne, punkty ładowania samochodów elektrycznych, 178 miejsc postojowych dla rowerów, przebieralnie, prysznice, prywatną wypożyczalnię rowerów miejskich Veturilo i samoobsługowe stacje naprawy rowerów.
Budynek jest usytuowany przy Alejach Jerozolimskich, w pobliżu dworca kolejowego i autobusowego Warszawa Zachodnia oraz innych głównych węzłów komunikacyjnych stolicy.

## Rozwiązania ekologiczne
Eurocentrum powstało w oparciu o zasady zrównoważonego budownictwa, potwierdzone certyfikatem LEED na poziomie Platinum. W obiekcie zastosowano szereg ekologicznych rozwiązań m.in.: zewnętrzne rolety na elewacji, które chronią budynek przed nagrzewaniem, systemy wentylacji i klimatyzacji z maksymalnym odzyskiem ciepła, energooszczędne oświetlenie, odbijającą światło membranę dachową, systemy inteligentnego sterowania instalacjami, w tym oświetleniem. Do spłukiwania toalet oraz podlewania zieleni w atriach wykorzystywana jest jedynie woda deszczowa. Ponad 30% materiałów wykorzystanych do budowy pochodzi ze źródeł lokalnych i z wtórnego odzysku, a w przypadku drewna – ze źródeł certyfikowanych. Ponad 1500 m² powierzchni przeznaczono na zielone atria wewnątrz budynku, w których znajdują się elementy naturalnej zieleni, tworzące system wymiany powietrza i przyjazny mikroklimat. Na dachu Eurocentrum Office Complex znajduje się 8 uli, w których mieszka ponad 400 000 pszczół.

## Nagrody
W 2011 roku Eurocentrum Office Complex został nagrodzony przez Polskie Stowarzyszenie Budownictwa Ekologicznego (PLGBC) jako najlepszy ekologiczny biurowiec w Polsce z precertyfikatem LEED. Budynek otrzymał również nagrodę magazynu EuropaProperty w kategorii „LEED Application In-Process”.
W 2015 roku inwestycję nagrodzono II miejscem w konkursie Ministra Środowiska „Projekt przestrzeń”. Nagrodę przyznano za potraktowanie wnętrza architektonicznego jako elementu krajobrazu, jak również za połączenie pogłębionego podejścia technologicznego z wysoką wartością architektury i traktowanie technologii jako inspiracji do tworzenia formy architektonicznej.
Inwestycja w 2017 r. otrzymała certyfikat LEED CS na najwyższym, platynowym poziomie.

## Otoczenie
- Dworzec Zachodni
- Plac Zawiszy